# 樫木屬
樫木属（学名：Dysoxylum），又名椌木屬、榔色木属，是楝科下的一个属，为大乔木植物。该属共有约200种，分布于亚洲热带地区及大洋洲。